# Шейхан-Ґафше
Шейхан-Ґафше (перс. شيخان گفشه) — село в Ірані, у дегестані Ґафше-Лашт-е-Неша, у бахші Лашт-е-Неша, шагрестані Решт остану Ґілян. За даними перепису 2006 року, його населення становило 587 осіб, що проживали у складі 184 сімей.

## Клімат
Середня річна температура становить 14,40°C, середня максимальна – 28,44°C, а середня мінімальна – -0,64°C. Середня річна кількість опадів – 1205 мм.
| Клімат поселення                              | Клімат поселення | Клімат поселення | Клімат поселення | Клімат поселення | Клімат поселення | Клімат поселення | Клімат поселення | Клімат поселення | Клімат поселення | Клімат поселення | Клімат поселення | Клімат поселення | Клімат поселення |
| Показник                                      | Січ.             | Лют.             | Бер.             | Квіт.            | Трав.            | Черв.            | Лип.             | Серп.            | Вер.             | Жовт.            | Лист.            | Груд.            |                  |
| Середній максимум, °C                         | 8,34             | 8,96             | 11,71            | 17,56            | 21,80            | 25,49            | 28,44            | 28,20            | 24,96            | 21,01            | 16,37            | 12,07            |                  |
| Середня температура, °C                       | 3,84             | 4,48             | 7,20             | 13,06            | 17,30            | 21,00            | 24,25            | 24,00            | 20,76            | 16,80            | 12,17            | 7,88             |                  |
| Середній мінімум, °C                          | −0,64            | −0,01            | 2,72             | 8,57             | 12,80            | 16,50            | 20,06            | 19,82            | 16,56            | 12,60            | 7,99             | 3,70             |                  |
| Норма опадів, мм                              | 118              | 96               | 88               | 47               | 47               | 32               | 32               | 63               | 139              | 216              | 182              | 145              |                  |
| Середньомісячна швидкість вітру, м/с          | 2.40             | 2.44             | 2.40             | 2.40             | 2.39             | 2.58             | 2.64             | 2.31             | 2.10             | 2.19             | 2.00             | 2.10             |                  |
| Середньомісячна сонячна радіація, кДж/м²·день | 6869             | 8946             | 10888            | 15469            | 19751            | 21838            | 22527            | 19002            | 15383            | 10658            | 8532             | 6536             |                  |
| --------------------------------------------- | ---------------- | ---------------- | ---------------- | ---------------- | ---------------- | ---------------- | ---------------- | ---------------- | ---------------- | ---------------- | ---------------- | ---------------- | ---------------- |
| Джерело:                                      |                  |                  |                  |                  |                  |                  |                  |                  |                  |                  |                  |                  |                  |